# Zemský okres Pinneberg
Zemský okres Pinneberg (německy Kreis Pinneberg) je zemský okres v německé spolkové zemi Šlesvicko-Holštýnsko. Sídlem správy zemského okresu je město Elmshorn. Má přibližně 314 tisíc obyvatel. 

## Města a obce
Města:
1. Barmstedt
2. Elmshorn
3. Pinneberg
4. Quickborn
5. Schenefeld
6. Tornesch
7. Uetersen
8. Wedel

Obce:
1. Appen
2. Bevern
3. Bilsen
4. Bokel
5. Bokholt-Hanredder
6. Bönningstedt
7. Borstel-Hohenraden
8. Brande-Hörnerkirchen
9. Bullenkuhlen
10. Ellerbek
11. Ellerhoop
12. Groß Nordende
13. Groß Offenseth-Aspern
14. Halstenbek
15. Haselau
16. Haseldorf
17. Hasloh
18. Heede
19. Heidgraben
20. Heist
21. Helgoland
22. Hemdingen
23. Hetlingen
24. Holm
25. Klein Nordende
26. Klein Offenseth-Sparrieshoop
27. Kölln-Reisiek
28. Kummerfeld
29. Langeln
30. Lutzhorn
31. Moorrege
32. Neuendeich
33. Osterhorn
34. Prisdorf
35. Raa-Besenbek
36. Rellingen
37. Seester
38. Seestermühe
39. Seeth-Ekholt
40. Tangstedt
41. Westerhorn